# 圣安德烈 (留尼汪)
圣安德烈（法語：Saint-André，法語發音：[sɛ̃t‿ɑ̃dʁe)]）是法国海外省留尼汪的一个市镇，属于圣伯努瓦区。

## 地理
圣安德烈（20°57'38"S, 55°39'2"E）面积53.07 平方千米，位于法国海外省留尼汪。
与圣安德烈接壤的市镇（或旧市镇、城区）包括：布拉帕农、圣苏珊、萨拉济。
圣安德烈的时区为UTC+04:00。

## 行政
圣安德烈的邮政编码为97440，INSEE市镇编码为97409。

## 政治
圣安德烈所属的省级选区为圣安德烈第一县、圣安德烈第二县、圣安德烈第三县，其也是此三县的中央投票站所在地。

## 人口
圣安德烈于2022年1月1日时的人口数量为57546人。